# It´s the Wolf
É o Lobo! (It´s the Wolf (em inglês) é um desenho com produção Hanna-Barbera. Estreou em 1969 e teve 22 episódios.
O desenho é sobre um lobo chamado Lobo bobo (Mildew Wolf, no original) que tenta pegar e comer o Carneirinho (Lambsy Divey), mas sempre tem seus planos frustrados pelo cão pastor Cachorrão (Bristle Hound).
Cachorrão sempre pega o Lobo após os gritos desesperados de "É o lobo. É o lobo. É o lobo!" do Carneirinho, sempre mandando para bem longe. O Carneirinho, sempre ingênuo, nunca reconhece o Lobo em seus disfarces, por mais grotescos que sejam.
Passava no show da Turma da Gatolândia, composto por 4 desenhos:
- A Turma da Gatolândia
- A Volta ao Mundo em 79 Dias
- Juca Bala e Zé Bolha
- É o Lobo!

## Episódios[1]

### Nomes Originais(em inglês)
1. High Hopes
2. When My Sheep Comes In
3. A Sheep in the Deep
4. Lambsy Divey in Winter Blunder Land
5. Merry Go Round Up
6. Super Scientific Sheep Sitting Service
7. Any Sport in a Storm
8. Magic Wanderer
9. Runaway Home
10. Smart Dummy
11. Channel Chasers
12. Mask Me No Questions
13. Freeway Frenzy
14. Slumber Jacks
15. Pow Wow Wolf
16. Ghost of a Chance
17. Lambscout Cookout or Mildew
18. Wolf in a Sheeps Clothing
19. To Beach His Own
20. Sheep Scene Stealer
21. How to Cook a Lamb
22. Train Tripped

## Dubladores

### Nos Estados Unidos
- Lobo Bobo: Paul Lynde
- Carneirinho: Daws Butler
- Cachorrão: Allan Melvin

### No Brasil
- Lobo Bobo: Waldir Fiori
- Carneirinho: Ruth Schelske
- Cachorrão: Mílton Luís